# John Schneider (dirigente di football americano)
John Schneider (Wisconsin, 25 maggio 1971) è un dirigente sportivo statunitense che attualmente svolge l'incarico di general manager dei Seattle Seahawks della National Football League (NFL).

## Carriera

### Primi anni
Schneider iniziò a lavorare nel dipartimento degli osservatori dei Green Bay Packers nel 1993. Dal 1997 al 1999 fu il direttore del personale professionistico dei Kansas City Chiefs, ruolo che ricoprì per una stagione anche ai Seahawks nel 2000. L'anno successivo divenne vicepresidente del personale dei giocatori dei Washington Redskins. Nel 2002 tornò ai Packers come primo assistente del general manager, venendo promosso a direttore operativo nel 2008, costruendo l'architettura della squadra che avrebbe vinto il Super Bowl XLVI.

### Seattle Seahawks
Nel gennaio 2010, i Seahawks fecero un grande colpo assumendo Pete Carroll come loro capo-allenatore. Schneider lo raggiunse una settimana dopo. Fu uno dei rari casi in cui l'allenatore ebbe la possibilità di decidere sull'assunzione del general manager. Dall'inizio, la direzione della squadra si sviluppò tra i due in modo collaborativo. Schneider ebbe il controllo sul salary cap e sulle questioni contrattuali, lavorando fianco a fianco con Carroll sui problemi del personale. In genere, Schneider si occupò del ruolo di osservatore dei giocatori mentre Carroll aveva la decisione finale sulle mosse del roster.
Nei primi tre anni, il regime Carroll/Schneider sconvolse completamente il roster di Seattle. Nel 2010, Schneider completò un totale di 284 transazioni nel roster. I suoi sforzi culminarono nel 2013 quando la franchigia vinse il primo Super Bowl della sua storia battendo i Denver Broncos con un netto 43-8. L'anno successivo la squadra fece ritorno al Super Bowl, dove fu sconfitta dai New England Patriots.